# 臭化セシウム
臭化セシウム（しゅうかセシウム、caesium bromide/cesium bromide）は組成式CsBrで表されるセシウムの臭化物である。

## 製法
炭酸セシウムを臭化水素酸に溶解し濃縮すると結晶が析出する。
{\displaystyle {\ce {Cs2CO3\ + 2HBr -> 2CsBr\ + CO2\ + H2O}}}

## 性質
無色の結晶であり、8配位の塩化セシウム型構造をとり、その格子定数はa = 4.29Åである。
水に易溶であるが、アセトンには難溶で18℃で飽和溶液100gに4.03×10−3gまで溶解する。
水溶液中で臭素と反応させると三臭化セシウムを生ずる。
{\displaystyle {\ce {CsBr\ + Br2 -> CsBr3}}}
( {\displaystyle {\ce {Br^-\ + Br2 -> Br3^-}}} )